# 小川和也 (外交官)
小川 和也（おがわ かずや、1955年〈昭和30年〉9月12日 - ）は、日本の外交官。駐ルワンダ特命全権大使、駐ボスニア・ヘルツェゴビナ特命全権大使を経て、駐アルジェリア特命全権大使。

## 人物・経歴
福岡県出身。1978年東京大学法学部卒業、外務省入省。1996年総合外交政策局国際平和協力室長。1997年南西アジア課長。1999年在スイス日本国大使館参事官。2001年在インド日本国大使館参事官。2003年軍縮会議日本政府代表部公使。2006年内閣官房内閣参事官。
2008年法務省高松入国管理局長。2010年在フランス日本国大使館公使、博覧会国際事務局総会日本政府代表。2013年から駐ルワンダ特命全権大使を務め、ノン・プロジェクト無償資金協力に関する書簡の交換を行うなどした。2015年駐ボスニア・ヘルツェゴビナ特命全権大使。2018年駐アルジェリア特命全権大使。

## 同期
- 宮家邦彦（キヤノングローバル戦略研究所研究主幹、立命館大学客員教授）
- 新井勉（13年駐カメルーン大使）
- 小井沼紀芳（13年駐ザンビア大使）
- 大嶋英一（12年駐フィジー大使）
- 辻優（13年駐オランダ大使・12年駐クロアチア大使）
- 水上正史（12年駐アルゼンチン大使・10年外務省中南米局長）
- 菅沼健一（12年駐ブルネイ大使・09年駐ジュネーブ日本政府代表部大使）
- 猪俣弘司（13年駐パキスタン大使・10年駐サンフランシスコ総領事）
- 貝谷俊男（13年駐グルジア大使）
- 二石昌人（13年駐ブルキナファソ大使）
- 軽部洋（17年駐コンゴ大使）
- 篠原守（13年駐コスタリカ大使）
- 岡田憲治（13年駐ホンジュラス大使）
- 梅田邦夫（14年駐ブラジル大使）
- 草賀純男（13年ニューヨーク総領事）
- 松富重夫（16年駐ポーランド大使）